# Омельченко Олексій Сергійович
Олексій Сергійович Омельченко (нар. 20 червня 1989, Львів, Українська РСР, СРСР) — український футболіст, нападник.
Виступав за студентську збірну України на літній Універсіаді 2011.

## Життєпис
Олексій Омельченко народився 20 червня 1989 року в Львові. Вихованець місцевих «Карпат». У дитячо-юнацькій футбольній лізі України виступав з 2002 року по 2006 рік за «Карпати», де тренером був Тарас Ткачик.
Закінчив Львівський державний університет фізичної культури.

## Кар'єра у студентській збірній
Олексій Омельченко був викликаний головним тренером студентської збірної України Володимиром Лозинським на літню Універсіаду 2011 в Китаї. У своїй першій грі Україна обіграла Малайзію з рахунком (2:1) і заробила свої єдині 3 очка на турнірі. У наступному матчі Україна поступилася Росії (1:0), а після Бразилії (1:2). У підсумку Україна посіла 3 місце, поступившись Росії та Бразилії і обігнавши Малайзію, покинула турнір. Омельченко на Універсіаді зіграв у всіх 3 матчах.

## Статистика
Станом на 18 жовтня 2015 року
| Сезон                                       | Команда                                     | Чемпіонат                                   | Чемпіонат | Чемпіонат | Кубок         | Кубок | Кубок | Молодіжна першість           | Молодіжна першість | Молодіжна першість | Загалом | Загалом |
| Сезон                                       | Команда                                     | Турнір                                      | Матчі     | Голи      | Турнір        | Матчі | Голи  | Турнір                       | Матчі              | Голи               | Матчі   | Голи    |
| ------------------------------------------- | ------------------------------------------- | ------------------------------------------- | --------- | --------- | ------------- | ----- | ----- | ---------------------------- | ------------------ | ------------------ | ------- | ------- |
| 2006/07                                     | Карпати-2                                   | Друга ліга України                          | 20        | 3         | —             | —     | —     | —                            | —                  | —                  | 20      | 3       |
| 2007/08                                     | Карпати-2                                   | Друга ліга України                          | 18        | 2         | —             | —     | —     | —                            | —                  | —                  | 18      | 2       |
| Всего за «Карпати-2»                        | Всего за «Карпати-2»                        | Всего за «Карпати-2»                        | 38        | 5         | —             | —     | —     | —                            | —                  | —                  | 38      | 5       |
| 2006/07                                     | Карпати (Львів)                             | Вища ліга України                           | 0         | 0         | Кубок України | 0     | 0     | Молодіжний чемпіонат України | 11                 | 2                  | 11      | 2       |
| 2007/08                                     | Карпати (Львів)                             | Прем'єр-ліга України                        | 1         | 0         | Кубок України | 0     | 0     | Молодіжний чемпіонат України | 26                 | 5                  | 27      | 5       |
| 2008/09                                     | Карпати (Львів)                             | Прем'єр-ліга України                        | 0         | 0         | Кубок України | 0     | 0     | Молодіжний чемпіонат України | 29                 | 5                  | 29      | 5       |
| 2009/10                                     | Карпати (Львів)                             | Прем'єр-ліга України                        | 0         | 0         | Кубок України | 0     | 0     | Молодіжний чемпіонат України | 13                 | 1                  | 13      | 1       |
| 2010/11                                     | Карпати (Львів)                             | Прем'єр-ліга України                        | 0         | 0         | Кубок України | 1     | 0     | Молодіжний чемпіонат України | 26                 | 9                  | 27      | 9       |
| 2011/12                                     | Карпати (Львів)                             | Прем'єр-ліга України                        | 0         | 0         | Кубок України | 0     | 0     | Молодіжний чемпіонат України | 2                  | 0                  | 2       | 0       |
| Загалом за «Карпати» (Львів)                | Загалом за «Карпати» (Львів)                | Загалом за «Карпати» (Львів)                | 1         | 0         | —             | 1     | 0     | —                            | 107                | 22                 | 109     | 22      |
| 2011/12                                     | Прикарпаття (Івано-Франківськ)              | Друга ліга України                          | 8         | 1         | Кубок України | 0     | 0     | —                            | —                  | —                  | 8       | 1       |
| Загалом за «Прикарпаття» (Івано-Франківськ) | Загалом за «Прикарпаття» (Івано-Франківськ) | Загалом за «Прикарпаття» (Івано-Франківськ) | 8         | 1         | —             | 0     | 0     | —                            | —                  | —                  | 8       | 1       |
| 2012/13                                     | Сталь (Дніпродзержинськ)                    | Друга ліга України                          | 6         | 1         | —             | —     | —     | —                            | —                  | —                  | 6       | 1       |
| 2013/14                                     | Сталь (Дніпродзержинськ)                    | Друга ліга України                          | 4         | 0         | Кубок України | 0     | 0     | —                            | —                  | —                  | 4       | 0       |
| Загалом за «Сталь» (Дніпродзержинськ)       | Загалом за «Сталь» (Дніпродзержинськ)       | Загалом за «Сталь» (Дніпродзержинськ)       | 10        | 1         | —             | 0     | 0     | —                            | —                  | —                  | 10      | 1       |
| 2014/15                                     | Лішень                                      | Моравськосілезька футбольна ліга            | 26        | 10        | —             | ?     | ?     | —                            | —                  | —                  | ?       | ?       |
| Загалом за «Лішень»                         | Загалом за «Лішень»                         | Загалом за «Лішень»                         | 26        | 10        | —             | ?     | ?     | —                            | —                  | —                  | ?       | ?       |
| 2015/16                                     | СКК «Демня»                                 | Прем'єр-ліги Львівської області             | ?         | ?         | —             | ?     | ?     | —                            | —                  | —                  | ?       | ?       |
| Загалом за «Демню»                          | Загалом за «Демню»                          | Загалом за «Демню»                          | ?         | ?         | —             | ?     | ?     | —                            | —                  | —                  | ?       | ?       |
| 2015/16                                     | Рух (Винники)                               | Прем'єр-ліги Львівської області             | ?         | ?         | —             | ?     | ?     | —                            | —                  | —                  | ?       | ?       |
| Загалом за «Демню»                          | Загалом за «Демню»                          | Загалом за «Демню»                          | ?         | ?         | —             | ?     | ?     | —                            | —                  | —                  | ?       | ?       |
| Загалом за кар'єру                          | Загалом за кар'єру                          | Загалом за кар'єру                          | 83        | 17        | —             | 1     | 0     | —                            | 107                | 22                 | 165     | 29      |